# 775
Il 775 (DCCLXXV in numeri romani) è un anno  dell'VIII secolo.

## Eventi

### Mondo
- È stata osservata, dall'analisi degli anelli dei tronchi di alberi, una crescita dell'1.2%, rispetto alla media, della concentrazione del Carbonio-14, attribuibile ad un evento cosmico avvenuto negli anni 774 o 775. Potrebbe essersi trattato di un Lampo gamma (esplosione di raggi gamma) dovuto probabilmente alla fusione di due oggetti supermassicci (stelle di neutroni, nane bianche o buchi neri...)[1] o un brillamento solare.[2]

### Africa
- Mercanti andalusi fondano un Emporio sulla costa del Maghreb a Ténès. È la prima evidenza della ripresa dei traffici e commerci marittimi nel mediterraneo occidentale dopo il caos dell'VIII secolo.[3]

### Asia
- Baghdad, la capitale dell'Impero abbaside, diventa la città più grande del mondo, superando la capitale dell'Impero cinese Chang'an, capitale della Cina (Dinastia Tang).[4]
- Dharampala Re del Bengala.
- Al-Mahdi terzo Califfo Abbaside.

### Impero Bizantino
- Leone IV il Cazaro succede a Costantino V come Imperatore Bizantino.

### Europe
- Alpín II dei Pitti succede a Ciniod I dei Pitti come Re dei Pitti.
- Carlo Magno inizia la sua campagna in Vestfalia.
- Fondazione della città tedesca di Gießen.

## Nati
- Ebbone, arcivescovo, abate e teologo franco († 851)
- Eginardo, storico e architetto franco († 840)
- Rotrude, principessa franca († 810)
- Yahya ibn Ma'in, giurista arabo († 847)
- Ibn Abi Shayba, storico e giurista arabo († 849)

## Morti
- 14 settembre - Costantino V, imperatore bizantino (n. 718)
- Grimone di Rouen, arcivescovo e abate francese
- Rombaldo di Malines, monaco cristiano irlandese
- Al-Mansur, califfo

## Calendario
| Calendario 775 | Calendario 775 | Calendario 775 | Calendario 775 | Calendario 775 | Calendario 775 | Calendario 775 | Calendario 775 | Calendario 775 | Calendario 775 | Calendario 775 | Calendario 775 | Calendario 775 | Calendario 775 | Calendario 775 | Calendario 775 | Calendario 775 | Calendario 775 | Calendario 775 | Calendario 775 | Calendario 775 | Calendario 775 | Calendario 775 | Calendario 775 | Calendario 775 | Calendario 775 | Calendario 775 | Calendario 775 | Calendario 775 | Calendario 775 | Calendario 775 | Calendario 775 | Calendario 775 |
| -------------- | -------------- | -------------- | -------------- | -------------- | -------------- | -------------- | -------------- | -------------- | -------------- | -------------- | -------------- | -------------- | -------------- | -------------- | -------------- | -------------- | -------------- | -------------- | -------------- | -------------- | -------------- | -------------- | -------------- | -------------- | -------------- | -------------- | -------------- | -------------- | -------------- | -------------- | -------------- | -------------- |
|                | 1              | 2              | 3              | 4              | 5              | 6              | 7              | 8              | 9              | 10             | 11             | 12             | 13             | 14             | 15             | 16             | 17             | 18             | 19             | 20             | 21             | 22             | 23             | 24             | 25             | 26             | 27             | 28             | 29             | 30             | 31             |                |
| Gennaio        | Do             | Lu             | Ma             | Me             | Gi             | Ve             | Sa             | Do             | Lu             | Ma             | Me             | Gi             | Ve             | Sa             | Do             | Lu             | Ma             | Me             | Gi             | Ve             | Sa             | Do             | Lu             | Ma             | Me             | Gi             | Ve             | Sa             | Do             | Lu             | Ma             |                |
| Febbraio       | Me             | Gi             | Ve             | Sa             | Do             | Lu             | Ma             | Me             | Gi             | Ve             | Sa             | Do             | Lu             | Ma             | Me             | Gi             | Ve             | Sa             | Do             | Lu             | Ma             | Me             | Gi             | Ve             | Sa             | Do             | Lu             | Ma             |                |                |                |                |
| Marzo          | Me             | Gi             | Ve             | Sa             | Do             | Lu             | Ma             | Me             | Gi             | Ve             | Sa             | Do             | Lu             | Ma             | Me             | Gi             | Ve             | Sa             | Do             | Lu             | Ma             | Me             | Gi             | Ve             | Sa             | Do             | Lu             | Ma             | Me             | Gi             | Ve             |                |
| Aprile         | Sa             | Do             | Lu             | Ma             | Me             | Gi             | Ve             | Sa             | Do             | Lu             | Ma             | Me             | Gi             | Ve             | Sa             | Do             | Lu             | Ma             | Me             | Gi             | Ve             | Sa             | Do             | Lu             | Ma             | Me             | Gi             | Ve             | Sa             | Do             |                |                |
| Maggio         | Lu             | Ma             | Me             | Gi             | Ve             | Sa             | Do             | Lu             | Ma             | Me             | Gi             | Ve             | Sa             | Do             | Lu             | Ma             | Me             | Gi             | Ve             | Sa             | Do             | Lu             | Ma             | Me             | Gi             | Ve             | Sa             | Do             | Lu             | Ma             | Me             |                |
| Giugno         | Gi             | Ve             | Sa             | Do             | Lu             | Ma             | Me             | Gi             | Ve             | Sa             | Do             | Lu             | Ma             | Me             | Gi             | Ve             | Sa             | Do             | Lu             | Ma             | Me             | Gi             | Ve             | Sa             | Do             | Lu             | Ma             | Me             | Gi             | Ve             |                |                |
| Luglio         | Sa             | Do             | Lu             | Ma             | Me             | Gi             | Ve             | Sa             | Do             | Lu             | Ma             | Me             | Gi             | Ve             | Sa             | Do             | Lu             | Ma             | Me             | Gi             | Ve             | Sa             | Do             | Lu             | Ma             | Me             | Gi             | Ve             | Sa             | Do             | Lu             |                |
| Agosto         | Ma             | Me             | Gi             | Ve             | Sa             | Do             | Lu             | Ma             | Me             | Gi             | Ve             | Sa             | Do             | Lu             | Ma             | Me             | Gi             | Ve             | Sa             | Do             | Lu             | Ma             | Me             | Gi             | Ve             | Sa             | Do             | Lu             | Ma             | Me             | Gi             |                |
| Settembre      | Ve             | Sa             | Do             | Lu             | Ma             | Me             | Gi             | Ve             | Sa             | Do             | Lu             | Ma             | Me             | Gi             | Ve             | Sa             | Do             | Lu             | Ma             | Me             | Gi             | Ve             | Sa             | Do             | Lu             | Ma             | Me             | Gi             | Ve             | Sa             |                |                |
| Ottobre        | Do             | Lu             | Ma             | Me             | Gi             | Ve             | Sa             | Do             | Lu             | Ma             | Me             | Gi             | Ve             | Sa             | Do             | Lu             | Ma             | Me             | Gi             | Ve             | Sa             | Do             | Lu             | Ma             | Me             | Gi             | Ve             | Sa             | Do             | Lu             | Ma             |                |
| Novembre       | Me             | Gi             | Ve             | Sa             | Do             | Lu             | Ma             | Me             | Gi             | Ve             | Sa             | Do             | Lu             | Ma             | Me             | Gi             | Ve             | Sa             | Do             | Lu             | Ma             | Me             | Gi             | Ve             | Sa             | Do             | Lu             | Ma             | Me             | Gi             |                |                |
| Dicembre       | Ve             | Sa             | Do             | Lu             | Ma             | Me             | Gi             | Ve             | Sa             | Do             | Lu             | Ma             | Me             | Gi             | Ve             | Sa             | Do             | Lu             | Ma             | Me             | Gi             | Ve             | Sa             | Do             | Lu             | Ma             | Me             | Gi             | Ve             | Sa             | Do             |                |